# Гряда Чернышёва
Гряда́ Чернышёва — возвышенность на севере Приуралья, на территории Республики Коми и Ненецкого автономного округа России.

## Топоним
Названа в честь русского геолога, исследователя Урала Феодосия Чернышёва.

## География
Простирается параллельно Уральским горам почти на 300 километров, на юге примыкает к Приполярному Уралу. Высота достигает 205 метров. Поверхность платообразная. Сложена песчаниками и известняками. В северной части — тундра, в южной — еловая и лиственничная тайга.
На юго-западе разделена рекой Усой. На возвышенности берут начало её притоки — реки Малая и Большая Роговая и другие, а также их притоки: Большая Нерцета, Лёк-Нерцета и другие. Также вдоль гряды протекает Адзьва. Возле северного окончания гряды расположены Вашуткины озёра и Большое Харбейты.